# Gouvernement provisoire de la république de Chine
1937–1940
Entités précédentes :
- République de Chine
- East Hebei Autonomous Government

Entités suivantes :
- Gouvernement national réorganisé de la république de Chine

Le gouvernement provisoire de la république de Chine (chinois simplifié : 中华民国临时政府 ; chinois traditionnel : 中華民國臨時政府 ; pinyin : Zhōnghuá Mínguó Línshí Zhèngfǔ) est un gouvernement fantoche chinois créé par le Japon, qui exista de 1937 à 1940, pendant la Seconde Guerre sino-japonaise. Formé à l'initiative des officiers de l'armée impériale japonaise dans le nord de la Chine, il a eu par la suite l'approbation des autorités gouvernementales de Tokyo. Il avait une autorité nominale dans les zones occupées par le Japon dans le nord, tandis qu'au sud, l'Armée expéditionnaire de Chine centrale établissait le gouvernement réformé de la république de Chine dans le delta du Yangzi Jiang en 1938. Tous deux ont administré sous les ordres des autorités militaires japonaises, dont les nombreux « conseillers » avaient des pouvoirs étendus sur les fonctionnaires chinois, et ils ne se sont jamais assuré une reconnaissance internationale, même de la part du Japon.

## Histoire
Après la conquête du nord de la Chine, le quartier général impérial japonais autorisa la création d'un régime collaborateur dans le cadre de sa stratégie globale visant à établir une zone tampon autonome entre la Chine et le Mandchoukouo sous contrôle japonais. Dans un premier temps, cela se traduisit par la création d'administrations autonomes locales et provinciales, telles que le gouvernement autonome du Hebei-Oriental. Mais des plans furent élaborés durant l'année 1937 pour réunir tous ces petites administrations en une seule qui servirait de futur gouvernement central de la Chine. Ce fut le gouvernement provisoire, qui fusionnait ces conseils locaux plus petits et contrôlait nominalement les provinces de Hebei, Shandong, Shanxi, Henan et Jiangxi.
Cependant, l'influence réelle du régime était largement limitée aux endroits où le contrôle militaire japonais s'étendait de façon permanente, c'est-à-dire les grandes villes et les chemins de fer. L'autorité du gouvernement provisoire était en outre limitée par l'existence du gouvernement autonome de Mongolie-Intérieure et la réticence du gouvernement du Hebei-Oriental à s'intégrer pleinement,,,.
Les activités du gouvernement étaient supervisées par des « conseillers » issus du corps expéditionnaire japonais. Le manque de crédibilité réelle du gouvernement réformé le discrédita aux yeux des habitants, ce qui en fit un instrument de propagande limité pour les autorités.
Le 30 mars 1940, le régime fusionna avec le Gouvernement réformé de Pékin pour devenir le gouvernement national réorganisé de la république de Chine, mais resta de fait indépendant sous le nom de « Conseil politique de la Chine du Nord » (chinois : 華北政務委員會) jusqu'à la fin de la guerre. De nombreux membres du gouvernement provisoire continuèrent à servir les Japonais tout au long des années 1940 en gardant leurs fonctions initiales.